# Wait a Minute (Pussycat Dolls)
Wait a Minute  è il sesto singolo delle Pussycat Dolls ad essere estratto dal loro album di debutto PCD.

## Video
Il video è ambientato principalmente in una stazione, dove si vedono delle persone vicino a un binario. Ad un tratto una ragazza apre una cassetta e inizia la canzone. Poi si vedono due ragazze impegnate a raggiungere la stazione e in primo piano si vede Timbaland che scende da una scala mobile e inizia a cantare. Poi, dall'altro lato della stazione, si vede Nicole Scherzinger, con un giubbotto nero lungo, i capelli tirati con coda e con una frangetta e il rossetto color rosa - argenteo inizia a cantare pure lei e comincia a camminare attraverso la stazione. Poi la scena si sposta su un binario, dove si vedono chiaramente le Pussycat Dolls e Timbaland su un treno. Di colpo le Pussycat Dolls cominciano a ballare e ad aggrapparsi a dei pali come in una classica lap-dance. Timbaland cerca di fermarle, ma inutilmente. Poi si vede un bambino che guarda la scena delle Pussycat Dolls che si tolgono i loro giubbotti. Sua madre gli tappa gli occhi, ma lui le toglie la mano dagli occhi.
La scena si sposta in una città dove le Pussycat Dolls camminano e sul più bello ritorna in scena Timbaland, che vuole impedire loro di salire sul suo taxi, ma loro non ascoltano e salgono. Alla fine, Timbaland riesce a fermarle e le Pussycat Dolls smettono di ballare. Di colpo, lo scenario si chiude.

## Tracce
- CD1

1. "Wait a Minute" (album version)
2. "Wait a Minute" (Timbaland version)
3. "Right Now (NBA Version) (2:25)
4. "Wait a Minute" (video)

- CD2

1. "Wait a Minute" (album version)
2. "Wait a Minute" (Timbaland version)
3. "Wait a Minute" (Timbaland instrumental)
4. "Wait a Minute" (video)

## Classifiche
| Classifica (2006/2007) | Posizione massima |
| ---------------------- | ----------------- |
| Australia              | 16                |
| Canada                 | 24                |
| Europa                 | 69                |
| Nuova Zelanda          | 24                |
| Paesi Bassi            | 7                 |
| Romania                | 1                 |
| Svezia                 | 25                |
| U.S. Billboard Hot 100 | 28                |
| U.S. Billboard Pop 100 | 24                |